# 안니발레 부니니

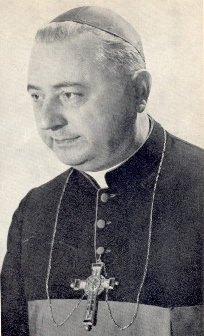
안니발레 부니니

안니발레 부니니(이탈리아어: Annibale Bugnini, 1912년 6월 14일 - 1982년 7월 3일)는 이탈리아의 로마 가톨릭교회 고위 성직자이다. 1936년에 사제 서품을 받고, 1972년에 대주교로 서임된 그는 제2차 바티칸 공의회 이후 가톨릭 전례 개혁 작업 위원회 위원장으로 근무하다가 갑자기 로마 교황청에서 강등 조치를 받아 상대적으로 직책이 낮은 이란 주재 외교관으로 파견되었다.
부니니는 제2차 바티칸 공의회를 전후로 한 20세기 중반에 미사와 기타 전례 양식의 급진적인 변화를 가져 온 그의 행동 때문에 지금까지도 일부 가톨릭 신자들 사이에서 논란이 많은 인물이다.

## 어린 시절과 사제 서품
안니발레 부니니는 이탈리아 움브리아주 치비텔라데라고에서 태어났다. 1928년 선교 사제회에 입회하여 가톨릭 신학교에 들어간 그는 1936년 7월 26일 사제 서품을 받았다. 그는 로마 근교로 파견되어 10년 동안 사목 활동을 하였다. 1947년 부니니는 소속 수도회의 선교 출판물 제작에 참여한 한편 가톨릭 전례 개혁에 공헌한 전례력(Ephemerides Liturgicae)의 최초 편집자로서도 활동하였다. 1949년에 들어서면서 그는 교황청립 우르바노 대학교(오늘날 인류복음화성의 전신)에서 전례학을 가르쳤으며, 나중에 교황청립 라테라노 대학교의 교수로 등용되었다.

## 교황청 경력과 제2차 바티칸 공의회에서의 활동
1948년 5월 28일 교황 비오 12세는 부니니를 전례 개혁 위원회의 위원장으로 임명하였다. 부니니가 속한 전례 개혁 위원회는 1951년 부활 성야 전례의 개정과 1955년 성주간 예식의 개정을 주도하였다. 위원회는 또한 1955년에 대부분 축일 전에 바치는 첫 저녁 기도를 폐지하고, 전례에서 다수의 8일 축제와 성야 미사를 금지하였으며, 미사 경문 및 전례 규정을 과감하게 변경하였다.
위원회는 1960년 경문 개혁에 착수하여, 1961년에는 성무일도서의 새 개정판을, 1962년에는 로마 미사 경본의 새 개정판을 출판하는데 앞장섰다. 1951년과 1962년 사이에 전례 개혁 위원회에 의해 전례의 변화가 시작되었으며, 이는 1962년 로마 미사 경본과 성무일도서에 반영되었다. 이는 훗날 노부스 오르도 미사가 탄생하게 된 밑거름이 되었다.
1959년 1월 25일 교황 요한 23세는 제2차 바티칸 공의회를 소집하겠다는 자신의 계획을 공식적으로 발표하였다. 그리고 1960년 6월 6일 그는 부니니 신부를 교황청 전례 예비 위원회의 위원장으로 임명하였다. 전례 개혁 위원회는 훗날 거룩한 전례에 관한 헌장 《거룩한 공의회》(Sacrosanctum Concilium)의 초안을 작성하였다.
하지만 1962년 10월 11일 제2차 바티칸 공의회가 개막된 후에 부니니 대주교의 정치 생명에 잠시 위기가 찾아왔다. 공의회 준비 위원회 위원장이었던 부니니가 갑자기 공의회 자문 신학자로 좌천되고, 그 대신 작은형제회의 페르디난도 안토넬리 신부가 1962년 10월 21일 전례성성 장관으로 임명된 것이다. 동시에 부니니는 로마 라테라노 대학교에서 전례 의장 자리에서도 물러났다. ‘그의 전례관이 너무 진보적이라는 것’이 그 이유였다.
그렇지만 요한 23세가 선종하고 1963년 6월 교황 바오로 6세가 선출되면서 부니니에게 다시 기회가 찾아왔다. 공의회 폐막 후 바오로 6세는 1963년 12월 4일 새 전례 규범을 발표하였으며, 1964년 1월 3일 부니니를 전례 규정 이행 위원회의 위원장으로 임명하였다. 1969년 5월 부니니는 바오로 6세에 의해 경신성 차관에 등용되었다.

## 주교 서임과 말년
1972년 1월 6일 바오로 6세는 부니니를 대주교로 서임한다는 소식을 발표하였다. 부니니는 디오클레티아나의 명의 대주교로 임명되었다. 그의 주교 서임식은 그해 2월 13일에 거행되었다.
1975년 7월 16일 바오로 6세가 부니니가 장관으로 있던 성사성과 경신성을 하나의 부서로 통합하여 경신성사성으로 만들어 보다 강력한 권한을 부여하면서, 부니니를 경신성사성의 초대 차관으로 임명하였다. 부니니의 개인 비서는 피에트로 마리니인데, 훗날 그는 대주교로 서임되어 교황청 세계성체대회위원회 위원장의 자리에까지 오르게 된다.
그런데 1976년 1월 4일 바티칸에서 부니니를 이란 주재 교황 대사로 파견한다는 소식을 갑작스럽게 발표하였다. 부니니는 이란의 역사와 전통 등을 공부하였으며, 그 결과물로 《이란의 교회》(La Chiesa in Iran)라는 제목의 책을 출판하였다. 부니니는 이어서 《1948년~1975년 전례 개혁》이라는 제목의 책을 또 한 권 출판하였다.
1979년 이란에 거주하던 미국인들이 아야톨라 루홀라 호메이니의 추종자들에 의해 이란 주재 미국 대사관에 감금당하는 사건이 일어나자, 부니니는 교황 사절 자격으로 미국인 인질들의 석방을 위해 노력했지만, 성공하지 못하였다. 나이가 지긋한 교황 대사였던 부니니가 인질들의 석방을 요청하는 교황 요한 바오로 2세의 뜻을 전달하기 위해 호메이니를 찾아갔지만, 호메이니는 교황의 요청을 거절하였다. 미국인들은 총 444일 간 억류당한 끝에 1981년 1월 21일에 풀려났다.
자신의 생애 말년 6년을 교황 대사로 봉직하던 부니니는 1982년 7월 3일 비오 11세 의료원에서 70세의 나이로 자연사로 선종하였다.

## 프리메이슨 혐의
일각에서는 부니니가 교회법과 가톨릭 전통에 맞선 프리메이슨 회원이라는 의혹을 제기하고 있다. 참고로 가톨릭 신자가 프리메이슨 회원이 되는 것은 대죄를 범하는 것이기 때문에, 영성체를 할 수가 없다.
```
[
출처 필요
]
```